# スーパーショートコミックス
『スーパーショートコミックス』は、雨川きゅうによる漫画作品。漫画アプリcomicoで連載されていた（2016年5月掲載終了）。2015年にはアニメ化が発表され、11月から12月まで配信された。
オムニバス形式の不条理ギャグアニメと称される。

## Webアニメ
2015年2月にアニメ化が発表され、春よりGYAO!で配信される予定だったが変更となり、11月はローソンHMVエンタテイメント（提クレはHMV&BOOKS TOKYO名義）、12月はhollyhockの一社提供で配信。オムニバス形式で全8話が配信された。

### 出演声優
- 梶裕貴
- 石上静香
- 浜田賢二
- 赤羽根健治
- 大谷育江
- 加隈亜衣
- 鹿野優以
- 川澄綾子
- 木内秀信
- 近藤孝行
- 佐藤亜美菜
- 種田梨沙
- てらそままさき
- 飛田展男
- 福島潤
- 山下誠一郎
- 山本希望

### スタッフ
- 原作 - 雨川きゅう
- 監督 - 松本慶祐
- 音楽 - カワイヒデヒロ
- 音楽プロデューサー - マキノマキオ
- エグゼクティブプロデューサー - 古田彰一
- プロデューサー - 石井朋彦
- ラインプロデューサー - 川瀬毅、スウィージー賢
- アソシエイトプロデューサー - 林翔太
- アニメーション制作 - スティーブンスティーブン
- 製作 - SSC製作委員会（AOI Pro.、スティーブンスティーブン、comico、GYAO）

### 主題歌
「スーパーショートタイムショータイム」
作詞 - 目黒進 / 作曲 - カワイヒデヒロ / 歌 - 水木一郎 / コーラス - ザ☆カインズ
「エミリィのいない夜」
作詞 - 目黒進 / 作曲 - カワイヒデヒロ / 歌 - 水木一郎 / コーラス - 坂田麻美

### 各話リスト
| 話数  | 話数  | サブタイトル |
| ----- | ----- | --- |
| 第1話 | 001   | 世界新記録 |
| 第1話 | 002   | 乗るタイプの魔球                                                                                                  |
| 第1話 | 003   | 世界新記録2 |
| 第2話 | 004   | エミリィ |
| 第2話 | 005   | 校則違反 |
| 第2話 | 006   | 店内でお召し上がりですか                                                                                          |
| 第2話 | 007   | 自己紹介 |
| 第3話 | 008   | 魔法使い鈴木さん                                                                                                  |
| 第3話 | 009   | レジにて |
| 第3話 | 010   | 魔法使い鈴木さん2                                                                                                 |
| 第4話 | 011   | ひざ期 |
| 第4話 | 012   | 鼻アドバイザー |
| 第4話 | 013   | ひじ期VSひざ期 |
| 第5話 | 014   | イントゥ・ザ・ポケット                                                                                            |
| 第5話 | 015   | のりしろ |
| 第5話 | 016   | イントゥ・ザ・ポケット2                                                                                           |
| 第6話 | 017   | シャベラー |
| 第6話 | 018   | レア太郎 |
| 第6話 | 019   | シャベラー2 |
| 第7話 | 019   | ドーナツさん、街へ行く                                                                                            |
| 第7話 | EXTRA | リア充のカニ |
| 第7話 | 021   | あげぽよ |
| 第8話 | 022   | す |
| 第8話 | 023   | 横からの衝撃に強いゴリラ ノー・プロブレム・フロム・ザ・サイド・ゴリラ                                             |
| 第8話 | 024   | す2 |
| 第8話 | 025   | 横からの衝撃に強いゴリラの中でも特に横からの衝撃に強いゴリラ ノー・プロブレム・フロム・ザ・サイド・キング・ゴリラ |
| 第8話 | 026   | す3 |

### 配信サイト
| 配信地域 | 配信サイト | 配信期間                 | 配信日時                  | 備考 |
| -------- | ---------- | ------------------------ | ------------------------- | ---- |
| 日本全域 | GYAO!      | 2015年11月2日            | 月曜 10:00 更新           |      |
| 日本全域 | GYAO!      | 2015年11月9日 - 12月21日 | 月曜 0:00（日曜深夜）更新 |      |